# F.W. Murnau
Friedrich Wilhelm Murnau egentlig Friedrich Wilhelm Plumpe (født 28. december 1888, død 11. marts 1931) var en tysk filminstruktør.

## Liv og værk
Friedrich Wilhelm Plumpe voksede op i en velhavende borgerfamilie; faren var tøjfabrikant, moren var lærerinde. Efter endt gymnasietid gav han sig til at studere filologi og kunsthistorie i Berlin og Heidelberg. Ved opførelsen af en studenterkomedie fangede han den berømte instruktør Max Reinhardts blik, som engagerede ham til sin skuespilskole, og ved siden af brugte ham som skuespiller og instruktørassistent. Plumpe tog her kunstnernavnet Friedrich Wilhelm Murnau (efter egnen Murnau am Staffelsee). Blandt samtidige kunstnerkolleger var han venner med forfatterinden Else Lasker-Schüler og de ekspressionistiske malere fra gruppen Der Blaue Reiter. 
Under Første verdenskrig gjorde han tjeneste som løjtnant i det 1. garderegiment og i 1917 som pilot, indtil han (enten med fuldt overlæg eller som følge af en navigationsfejl) landede på en mark i det neutrale Schweiz, hvor han blev interneret i Andermatt. Krigsoplevelserne var for Murnau, som for mange andre af hans generation, noget der kom til at præge ham; mange af hans venner faldt på østfronten.
I 1919 flyttede han tilbage til Berlin og begyndte at arbejde for filmen. Hans første spillefilm, Der Knabe in Blau er i dag, ligesom enkelte af hans senere film, forsvundet. Med filmen Der Bucklige und die Tänzerin indledte han sit frugtbare samarbejde med manuskriptforfatteren Carl Mayer, som skrev manuskriptet til de følgende seks Murnau-film. Udover Mayer blev mange af hans tyske film lavet med et fast besætning, bl.a. manuskriptforfatterinden Thea von Harbou, kameramanden Karl Hoffmann og skuespilleren Conrad Veidt. Hans mest berømte film fra denne periode var Nosferatu, eine Symphonie des Grauens fra 1922 med Max Schreck i titelrollen, en filmatisering af Bram Stokers Dracula, som blev omdøbt pga. manglende rettigheder til bogen.
Nosferatus succes gav Murnau en kontrakt med filmselskabet UFA, for hvem han i 1924 instruerede Der letzte Mann; her spiller Emil Jannings en hotelportier, der bliver degraderet til toiletpasser og derefter bryder sammen. I denne film eksperimenterede Murnau og kameramanden Karl Freund med ”frigjorte” og enkelte steder sågar ”flyvende” kameraer, for at kunne levere nye perspektiver og billeder. For eksempel spændte Freund kameraet fast til en brandstige for at kunne følge røgen fra en cigaret. Endnu videre førte Murnau brugen af ”subjektivt kamera”, hvor hændelser ses med de handlende personers øjne. Murnaus evne til at fortælle en historie med rent filmiske midler kunne også ses i det, at filmen stort set var uden mellemtitler, noget der var meget usædvanligt på denne tid. Hans afsluttede i 1926 sin række af tyske film med to filmatiseringer: Tartüff (efter Molière) og Faust - eine deutsche Volkssage.

## Karrieren i udlandet
Murnaus succes i Tyskland og ikke mindst hans amerikanske udgave af Der letzte Mann havde i 1925 gjort Hollywood opmærksom på den tyske instruktør. Murnau modtog et kontrakttilbud fra det amerikanske produktionsselskab 20th Century Fox, der sikrede ham fuld kunstnerisk frihed. Den første film han indspillede i USA, Sunrise efter fortællingen Die Reise nach Tilsit af Hermann Sudermann, vandt ved den første Oscaruddeling i 1927 tre Oscars, men opfyldte alligevel ikke de kommercielle forventninger. Af denne grund og på grund en besværet økonomisk situation for firmaet Fox, samt den generelle stemning i Hollywood ved overgangen til talefilm, måtte Murnau i sine følgende film acceptere flere og flere indgreb i sit kunstneriske koncept; på filmen Our Daily Bread blev han sågar udskiftet som instruktør, og en efterfølgende talefilmsversion blev lavet uden hans indflydelse.
Skuffet over Hollywood opsagde Murnau i 1929 sin kontrakt med Fox. Tilbage i Berlin og endnu en gang i arbejde for UFA, købte han en sejlbåd fast besluttet på at filme sin næste film udelukkende efter sin egen vision. Han rejste til Tahiti for at indspille filmen Tabu med spille- og dokumentarfilmsinstruktøren Robert J. Flaherty. Under indspilningerne løb de ind i finansieringsvanskeligheder, og det endte med at Murnau, der havde størst ambitioner for filmen, selv producerede den færdig. Filmen, der blev indspillet på øen Bora Bora med indfødte i rollerne, blev en stilskabende blanding af melodrama og dokumentar. Den havde kostet Murnau hele hans formue, men blev efterfølgende købt af filmselskabet Paramount, der var så imponeret over den, at de tilbød Murnau 10-årig kontrakt.
Murnau kom dog aldrig til at opleve premieren den 1. august 1931. Den 11. marts 1931 mistede en ven kontrollen over sin bil på kystvejen ved Santa Monica, og stødte frontalt sammen med en anden bil. Murnau døde få timer senere af sine kvæstelser.
Friedrich Wilhelm Murnau står som en af stumfilmsæraens mest betydningsfulde instruktører. Hans ekspressionistisk inspirerede stil og ikke mindst hans revolutionering af kamera- og klippearbejdet var med til at vise nye muligheder for filmmediet.

## Filmografi
- 1919 Der Knabe in Blau – forsvundet
- 1919 Satanas – findes kun i fragment
- 1920 Der Bucklige und die Tänzerin – forsvundet
- 1920 Der Januskopf – forsvundet
- 1920 Abend - Nacht - Morgen – forsvundet
- 1920 Sehnsucht – forsvundet
- 1920 Der Gang in die Nacht
- 1921 Schloß Vogelöd
- 1922 Marizza, genannt die Schmugglermadonna – forsvundet
- 1922 Der brennende Acker
- 1922 Nosferatu, eine Symphonie des Grauens
- 1922 Phantom
- 1923 Die Austreibung – forsvundet
- 1924 Die Finanzen des Großherzogs
- 1924 Hotel Atlantic
- 1926 Tartüff
- 1926 Faust - eine deutsche Volkssage
- 1927 Sunrise - A Song of Two Humans
- 1928 Four Devils – forsvundet
- 1930 City Girl (Our daily Bread)
- 1931 Tabu